# Comté de Bullfrog
Pour les articles homonymes, voir Bullfrog (homonymie).
Le comté de Bullfrog, nommé d'après la ville fantôme et le district minier de Bullfrog (en) était un comté des États-Unis ayant existé de 1987 à 1989, après avoir été détaché du comté de Nye, au Nevada.

## Histoire

### Création
Le comté est établi à la suite d'une proposition du gouvernement américain de créer un dépôt nucléaire (en) à Yucca Mountain, qui était alors dans le comté de Nye. D'autres emplacements proposés pour l'implantation d'un dépôt étaient le comté de Deaf Smith, au Texas, et le complexe nucléaire de Hanford, dans l'État de Washington. Les trois États impliqués ont tout tenté pour repousser les propositions du gouvernement américain. Le gouvernement a alors proposé un versement monétaire similaire à des taxes au comté de Nye, conformément au Nuclear Waste Policy Act (en), en contournant les lois du gouvernement de l'État,. En réponse à la proposition, le député Paul May introduit un projet de loi qui implémenterait un comté de 370 kilomètres carrés autour du site choisi pour le dépôt nucléaire, le nouveau comté de Bullfrog,. Le nom vient du district minier de Bullfrog, situé tout près, qui avait reçu son nom après que les gisements d'or trouvés étaient d'une couleur similaire à une grosse grenouille (en anglais : bullfrog). Il y avait eu des propositions pour la création d'un comté qui porterait ce nom au sud du comté de Nye en 1909, mais qui avaient été rejetées par le comté,.
Le comté a été créé dans une zone inhabitée, et ainsi, les paiements du gouvernement fédéral au comté étaient directement envoyés à la trésorerie du Nevada. La taxe foncière y avait aussi été imposée à 5 %, au-delà du seuil légal de 3.64 %. Il y avait eu des propositions pour la création d'un comté qui porterait ce nom au sud du comté de Nye en 1909, mais qui avaient été rejetées par le comté,. Cette taxe, pouvant aller jusqu'à 25 million $ (USD), était censée dissuader le gouvernement d'y implanter le site d'enfouissement de déchets nucléaires en rendant la taxe extrêmement coûteuse,. Le gouvernement fédéral avait pourtant déjà promis au Nevada qu'une grosse somme allait leur être donnée une fois le site construit. La loi finit par être adoptée le 18 juin 1987 à 3:45 (PT) et est signée par le gouverneur Richard Hudson Bryan. La loi stipulait que si le site n'était pas créé, le comté allait être dissout.
Le comté de Bullfrog a été le deuxième comté ayant duré le moins longtemps, derrière le comté de Beckham (en), au Kentucky, le seul comté à être enclavé, le seul à être avoir été inhabité et la seconde plus récente création de comté au pays.

### Dissolution
La constitution du Nevada prévoyait que tout crime commis soit jugé dans le comté où il a été commis et par des résidents du comté, mais cela était impossible dans le comté de Bullfrog, puisqu'il n'y avait aucun district judiciaire, et ainsi aucun juge ou procureur. Si un crime y avait été commis, il aurait été théoriquement possible d'échapper à la justice, donc commettre le crime parfait (en),. Le procureur général du Nevada (en) de l'époque, Brian McKay, a insisté sur le fait que si un crime était commis, il pouvait être jugé par doctrine de nécessité, et plusieurs officiels ont affirmé qu'il y avait peu de chances qu'un crime allait être commis. Cependant, le juge d'État William P. Beko a constaté que les manifestants anti-nucléaires posaient un danger immédiat concernant cette omission. Le département de l'Énergie a offert au comté voisin de Clark une amélioration de statut et une compensation monétaire pour apaiser la situation. Le plan s'est retourné contre le département, puisque le comté de Clark a utilisé l'argent pour financer des études contre le site nucléaire.
Des critiques ont affirmé que la création du comté relevait du conflit d'intérêts, puisque l'État acceptait d'agir en tant que « dépotoir » en échange d'argent,. Le sénateur Chic Hecht (en) a fait part de la situation en séance du Sénat et a fait savoir que les Névadains n'allaient pas accepter ce projet de « dépotoir ». Le parti en faveur de la création du comté de Bullfrog ont quant à eux ajouté que le comté servait à décevoir les habitants du comté de Nye, car ils voulaient le placement des déchets nucléaires dans leur comté pour les bénéfices monétaires. Même si son nom est expliqué par l'histoire de la mine adjacente, le nom du comté a été ridiculisé et certaines critiques avancent qu'à cette époque, le Nevada était la risée du pays,.
Déçus d'avoir été contourné et de n'avoir pas reçu d'argent, le comté de Nye a demandé au gouverneur de réviser le projet, mais après son refus, le comté a traduit l'État en justice, clamant que la création était anticonstitutionnelle, puisque l'État avait déjà banni le fait pour un comté d'avoir un statut spécial,,. À la fin d'octobre 1987, McKay annonce que l'État n'aura vraisemblablement pas l'intention de défier la loi en ce qui concerne le comté, puisque selon lui, sa création était bel et bien anticonstitutionnelle. Le 11 février 1988, l'ancien juge de la Cour suprême du Nevada (en) David Zenoff (en) tient une audience spéciale et en conclut l'état anticonstitutionnel. Zenoff conclut aussi que puisque le comté de Bullfrog est inhabité, son gouvernement n'était pas représentatif. Le fait que les commissaires étaient choisis par le gouverneur lui-même allait selon lui à l'encontre d'un régime démocratique. À la suite de cela, l'État dissout le comté de Bullfrog et le territoire est rétrocédé au comté de Nye. La Yucca Mountain est cependant retenue comme le lieu futur pour la création d'un dépôt de déchets nucléaires, mais en date de 2021, la construction n'avait toujours pas débuté, surtout dû à l'opposition des Névadains.

## Administration
Le comté de Bullfrog n'avait pas de commissaires de comté (en), ni de shérifs élus par le comté. Au contraire, les fonctionnaires publics étaient directement nommés par le gouverneur. Chaque poste judiciaire était fixé à un salaire de 1 $ (USD) par an, et une personne pouvait occuper chaque poste en même temps, sauf celui de commissaire. Puisqu'aucune loi ne permettait de déterminer la distribution des fonds publics du comté, la tâche était attribuée au commissaire. Les commissaires élus étaient Mike Melner, David Powell et Dorothy Eisenberg, successivement. La nouvelle loi adoptée n'avait pas non plus assigné le comté à un des neuf districts judiciaires de l'État, et il n'y avait donc pas de juges ou procureurs. Le siège du comté était à Carson City, à plus de 430 kilomètres des frontières du comté, faisant de lui le seul comté hors de la Virginie dont le siège n'était pas dans son territoire. La désignation du siège était ainsi faite pour augmenter le contrôle de l'État sur celui-ci.
Plus des trois quarts du comté étaient fermés au public; la moitié était occupée par le Nevada Test Site et un quart était occupé par le Nevada Test and Training Range. Le restant du territoire était géré par le Bureau of Land Management, mais peu de visiteurs y allaient. Puisqu'il n'y avait aucun édifice ou infrastructure routière, la seule façon de s'y rendre était par un chemin de terre via l'U.S. Route 95,.